# Nacerdes brevipennis
Nacerdes brevipennis là một loài bọ cánh cứng trong họ Oedemeridae. Loài này được Fairmaire miêu tả khoa học năm 1875.